# Liste der andorranischen Botschafter beim Heiligen Stuhl
Die Liste der andorranischen Botschafter beim Heiligen Stuhl bietet einen Überblick über die Leiter der andorranischen diplomatischen Vertretung beim Heiligen Stuhl seit der Aufnahme diplomatischer Beziehungen. Es handelt sich hierbei um nicht-residierende Botschafter.
| Amtszeit  | Name                           | Anmerkung         |
| --------- | ------------------------------ | ----------------- |
| 1998–2001 | Manuel Mas Ribó                | Botschafter       |
| 2001–2005 | Géraldine Sasplugas            | Geschäftsträgerin |
| 2005–2010 | Antoni Morell                  | Botschafter       |
| 2010–2011 | Miquel Ángel Canturri Montonya | Botschafter       |
| 2011–2019 | Jaume Serra Serra              | Botschafter       |
| 2019–     | Carles Àlvarez Marfany         | Botschafter       |